# Henryk Hubertus Jabłoński

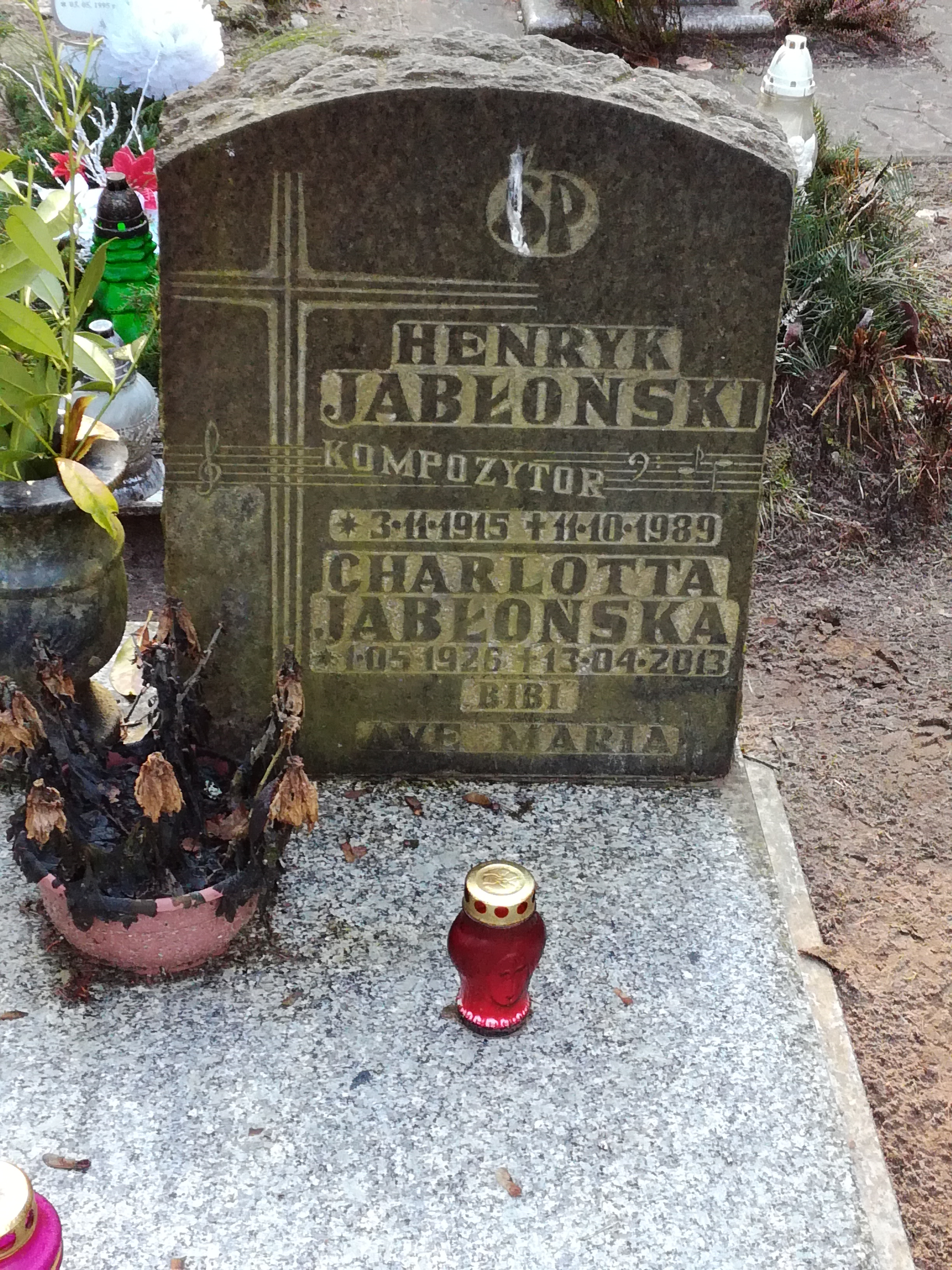
Grób Henryka Hubertusa Jabłońskiego na cmentarzu Srebrzysko

Henryk Hubertus Jabłoński, właśc. Helmut Hubertus Degler (ur. 3 listopada 1915 w Gdańsku, zm. 11 października 1989 tamże) – polski kompozytor i pedagog.

## Życiorys
Pochodził się z gdańskiej niemieckojęzycznej rodziny mieszczańskiej, w której kultywowano tradycje amatorskiego muzykowania. Był synem Herwarta Deglera i Alidii z domu Springer. W 1931 zdał maturę w Szkole Św. Katarzyny. Początkowo gry na fortepianie i skrzypcach uczyli go członkowie najbliższej rodziny. W 1932 r. podjął studia w Polskim Konserwatorium Muzycznym Gdańskiej Macierzy Szkolnej, gdzie jego nauczycielem był m.in. Kazimierz Wiłkomirski (gra na wiolonczeli, teoria muzyki); naukę kontynuował potem u Wernera Schramma i Alfreda Paetscha. Od 1935 r. współpracował z rozgłośnią radiową Wolnego Miasta Gdańska jako wiolonczelista i aranżer muzyki popularnej.
W czasie okupacji niemieckiej grał jako wiolonczelista i pianista w małych zespołach rozrywkowych w Gdańsku. W 1945 r. cały dorobek kompozytora (ponad 200 utworów) spłonął w czasie działań wojennych.
Po II wojnie światowej zdecydował się pozostać w Polsce, 30 października 1948 r. zmienił urzędowo personalia („Jabłoński” było panieńskim nazwiskiem jego babki Rozalii). Podjął pracę jako wiolonczelista w gdańskiej orkiestrze symfonicznej. Jednocześnie kierował w latach 1948–1953 chórem studenckim przy Politechnice Gdańskiej i w latach 1951–1954 chórem Technikum Budowy Okrętów w Gdańsku. Od 1947 r. współpracował z orkiestrą Polskiego Radia pod dyrekcją S. Rachonia, dla której pisał utwory popularne i rozrywkowe; w latach 50. współpracował także z rozgłośnią radiową w Gdańsku, opracowując muzykę ludową, przede wszystkim z terenu Kaszub. W latach 1954–1980 był wykładowcą kompozycji i instrumentacji w Państwowej Wyższej Szkole Muzycznej w Gdańsku (obecnie Akademia Muzyczna im. Stanisława Moniuszki). Od 1954 r. należał do PZPR.
Twórczość H.H. Jabłońskiego obejmuje koncerty: wiolonczelowy, skrzypcowy, fortepianowy, 2 symfonie, poemat symfoniczny Dolina milczenia (1980), widowisko operowe Pani Helena (1973), balet Gdańska noc (1970), utwory kameralne, pieśni. Pisał też muzykę popularną, m.in. melodie znanych szlagierów Pierwszy siwy włos i Zachodni wiatr. 
Od 15 lutego 1945 był mężem Charlotty Gertrudy (Kornelii) z domu Treder (1926–2013), z którą miał synów: Romana, wybitnego polskiego wiolonczelistę, Michała Piotra (ur. 1946) i Ludwika, trębacza.
Zmarł w Gdańsku, pochowany 17 października 1989 na cmentarzu Srebrzysko (rejon IX, kwatera POLE B-2-8).
Synem Henryka H. Jabłońskiego jest wybitny wiolonczelista Roman Jabłoński.

## Odznaczenia
- Złoty Krzyż Zasługi[3]
- Medal Stolema (1971)

## Nagrody
- Nagroda Artystyczna miasta Gdańska (1951)
- II nagroda za Sonatę na wiolonczelę solo w konkursie Związku Kompozytorów Polskich na muzykę kameralną (1953)
- Nagroda Wojewódzka za wybitne osiągnięcia w dziedzinie upowszechniania kultury (1971)
- Nagroda Miasta Gdańska w Dziedzinie Kultury „Splendor Gedanensis” (1975)[6]
- Nagroda Ministra Kultury i Sztuki I stopnia (1980)

## Upamiętnienie
W 1990 jedna z ulic na Chełmie w Gdańsku została nazwana imieniem Henryka Hubertusa Jabłońskiego.